# Grand Prix Formule 1 van Australië 2020
De Grand Prix Formule 1 van Australië 2020 zou gehouden worden op 15 maart op het Albert Park Street Circuit. Het zou de eerste race van het seizoen 2020 zijn.
Door de uitbraak van het coronavirus is door de FIA besloten de wedstrijd af te gelasten.